# Alexis Ferrante
Jonathan Alexis Ferrante (Buenos Aires, Argentina; 27 de junio de 1995) es un futbolista italo-argentino. Juega de delantero y su equipo actual es el Benevento de la Serie C de Italia, a préstamo desde la Ternana Calcio.

## Trayectoria
Ferrante llegó a Italia con su familia a los 12 años de edad. Ya como adulto, debutó profesionalmente el 4 de septiembre de 2011 por el Piacenza ante el Südtirol por la Lega Pro. Su carrera continuaría en clubes del ascenso italiano.
El 10 de julio de 2019, se unió a la Ternana a préstamo desde el Pescara. Eventualmente el 31 de enero de 2020 ficharía en el club. Las siguientes temporadas fue cedido al Foggia y al Cesena.

## Selección nacional
Fue internacional juvenil por Italia.

## Clubes
| Club               | País   | Año           |
| ------------------ | ------ | ------------- |
| Piacenza           | Italia | 2011-2012     |
| AS Roma            | Italia | 2012-2015     |
| L'Aquila (cedido)  | Italia | 2013-2014     |
| Lumezzane (cedido) | Italia | 2014          |
| Lucchese (cedido)  | Italia | 2014-2015     |
| Savoia (cedido)    | Italia | 2015          |
| Imolese            | Italia | 2015-2016     |
| Abano              | Italia | 2016-2017     |
| Brescia            | Italia | 2017-2018     |
| Pisa (cedido)      | Italia | 2018          |
| Pescara            | Italia | 2018-2020     |
| Fano (cedido)      | Italia | 2018-2019     |
| Ternana (cedido)   | Italia | 2019-2020     |
| Ternana            | Italia | 2020-         |
| Foggia (cedido)    | Italia | 2021-2022     |
| Cesena (cedido)    | Italia | 2022-2023     |
| Benevento (cedido) | Italia | 2023-presente |